# Leptepania filiformis
Leptepania filiformis är en skalbaggsart som först beskrevs av Victor Ivanovitsch Motschulsky 1858.  Leptepania filiformis ingår i släktet Leptepania och familjen långhorningar.
Artens utbredningsområde är Sri Lanka. Inga underarter finns listade i Catalogue of Life.